# لقاء في إلبه
لقاء في إلبه (الروسية: Встреча на Эльбе، رومنة: Vstrecha na Elbe) هو فيلم سوفيتي صدر في عام 1949 من موسفيلم، يصف الصراع والتجسس والتعاون بين الجيش السوفيتي المتقدم من الشرق والجيش الأمريكي من الغرب. التقت القوتان المتحالفتان مع بعضهما البعض لأول مرة على نهر إلبه قرب نهاية الحرب العالمية الثانية. تم عقد هذا الاجتماع في 25 أبريل 1945، والذي كان يُذكر عادة باسم «يوم إلبه» في دول الكتلة الغربية و«لقاء في إلبه» في دول الكتلة الشرقية.
أخرج الفيلم غريغوري ألكساندروف وأليكسي أوتكين،  مع موسيقى لدميتري شوستاكوفيتش، والتي تضمنت «التوق للوطن» (الروسية: Тоска по родине) من كلمات يفغيني دولماتوفسكي، التي أصبحت شائعة في ذلك الوقت في دول الكتلة الشرقية وبين اليساريين في دول الكتلة الغربية بما في ذلك اليابان.

## الطاقم
- فلادلين دافيدوف - الرائد (العقيد لاحقًا) كوزمين، القائد العسكري السوفيتي
- كونستانتين ناسونوف - ماسلوف، عضو المجلس العسكري
- بوريس أندرييف - الرقيب إيجوركين
- ليوبوف أورلوفا - الصحفية جانيت شيروود، وكيلة أمريكية
- ميخائيل نازفانوف - الجنرال جيمس هيل
- إيفان ليوبزنوف - الرقيب هاري بيريبينوجا
- فلاديمير فلاديسلاف - الجنرال مكديرموت
- فاينا رانفسكايا - السيدة مكديرموت
- أندريه بتروف - ضابط سوفيتي
- أندريه فاجت - نازي شرانك، مختبئًا تحت اسم كراوس المناهض للفاشية
- يوري يوروفسكي - الأستاذ أوتو ديتريش
- جينادي يودين - كورت ديتريش
- إراست غارين - الكابتن تومي
- سيرجي تسنين - السناتور وودي
- فيكتور كولاكوف - إرنست شميتاو
- ليديا سوخارفسكايا - إلسا شميتاو
- نيكولاي نيكيتيش - شولتز
- رينا زيليونايا - سيدة ألمانية مع دراجة
- هريج أفينز - أمريكي
- يوجين كالوغا - جنرال في السفارة (غير معتمد)

## روابط خارجية
- لقاء في إلبه  على قاعدة بيانات الأفلام على الإنترنت (بالإنجليزية).